# Liste der Monuments historiques in Nilvange
Die Liste der Monuments historiques in Nilvange führt die Monuments historiques in der französischen Gemeinde Nilvange auf.

## Liste der Bauwerke
| Bezeichnung            | Beschreibung | Standort                         | Kennzeichnung | Schutzstatus | Datum | Bild           |
| ---------------------- | --- | -------------------------------- | ------------- | ------------ | ----- | -------------- |
| Protestantische Kirche | 1909 erbaut, Architekt Eduard Fürstenau                                                                              | Rue du Maréchal Joffre (Lage)    | PA57000032    | Inscrit      | 2008  | weitere Bilder |
| Château de Nilvange    | Wohnhaus des Generaldirektors der Friedenshütte, 1899 erbaut; einschließlich des Parks und der Fachwerk-Nebengebäude | 12 rue du Maréchal Joffre (Lage) | PA57000030    | Inscrit      | 2013  |                |

## Liste der Objekte
| Bezeichnung                          | Beschreibung                               | Standort                                  | Kennzeichnung | Schutzstatus | Datum | Bild |
| ------------------------------------ | ------------------------------------------ | ----------------------------------------- | ------------- | ------------ | ----- | ---- |
| Skulptur Heiliger Jakobus der Ältere | Kalkstein, farbig gefasst, 15. Jahrhundert | in der Kirche St-Jacques-le-Majeur (Lage) | PM57000261    | Classé       | 1984  |      |